# アル・プラザ鯖江
アル・プラザ鯖江（アルプラザさばえ）は、福井県鯖江市下河端町にある平和堂のショッピングセンターである。1996年6月にオープン。かつて同市本町二丁目に平和堂鯖江店が存在した（2000年2月閉店）が、移転統廃合された。国道8号（福井バイパス）沿いに立地している。
敷地内にはアレックスシネマ（後述）やタイトーが運営するアミューズメント施設、アル・プラザが運営するボウリング場（アルプラザボウル）、ココス、スシロー、その他の複数の飲食店がある。

## 店舗概要
- 建物
  - 地上2階建て（1階と2階が売場、屋上が駐車場）
- 営業時間
  - 午前9時30分から午後8時30分[2]

## フロア構成
| 階   | アル・プラザ鯖江フロア概要               |
| ---- | ---------------------------------------- |
| 屋上 | 駐車場                                   |
| 2階  | ファッションとキッズとアミューズのフロア |
| 1階  | 食料品と暮らしと飲食のフロア             |

主なテナント
- ザ・ダイソー
- モーリーファンタジー
- マクドナルド
- ケンタッキーフライドチキン

### 鯖江アレックスシネマ
鯖江アレックスシネマ（さばえアレックスシネマ）は、アル・プラザ鯖江の2階に所在するシネマコンプレックス（映画館）。7スクリーン・1,184席を有する。
鯖江には町制時代の1928年に設立開業した「鯖江劇場」をはじめ、「神明劇場」（1956年開館）「河和田劇場」（1958年開館）の計3館が存在していたが、テレビの普及と映画の斜陽化が追い風となり、1968年に鯖江劇場が閉館。残った神明劇場と河和田劇場も1970年に閉館しており、鯖江市民は主に福井市内まで映画鑑賞に足を運ばなければならない状況となった。
1998年（平成10年）8月21日、東宝は県内初のシネコンを鯖江市内に開業させることを発表。平和堂が出した建設資金7億円のうち東宝は内装費などに3 - 4億円を出していた。そして同年12月5日、東宝経営・中部興行運営による『鯖江シネマ7』（さばえシネマセブン）として開業し、28年ぶりに鯖江市内に映画の灯がともった。
2006年（平成18年）の阪急・阪神経営統合により阪急東宝グループから阪急阪神東宝グループとなり、その流れで東宝の映画興行部門の再編が行われ、『涙そうそう』（土井裕泰監督）公開翌日の同年10月1日よりTOHOシネマズに鯖江シネマ7の経営権が譲渡された。しかしTOHOシネマズは中部東宝を含むほかの六部興行各社（北海道を除く）を2008年（平成20年）3月1日付で吸収合併することになったため、開業から10年近く経った同年2月24日付で鯖江シネマ7を閉館することを発表した。これに対し平和堂のSC事業部員だった松本智が社長を務める有限会社アレックスに跡地を譲渡する話が持ち上がり、同年3月1日より『鯖江アレックスシネマ』に館名変更・リニューアルオープンし現在に至っている。
2009年（平成21年）8月1日封切のディズニー映画『ボルト』からデジタル3Dシネマシステムを導入。その後2010年代に入って全スクリーンがデジタル上映へ移行した。
2015年（平成27年）2月16日には、同月28日に公開を控えていたももいろクローバーZ主演の映画『幕が上がる』（本広克行監督）の先行上映会が行われ、メンバーの高城れにが来館。当時の鯖江市長だった牧野百男もサプライズ登壇した。
2020年（令和2年）に新型コロナウイルス感染拡大に伴う緊急事態宣言が発出された際は、他のアレックスシネマ4サイトと共に同年4月から6月4日まで2か月程休館した。
福井県を舞台にした2023年（令和5年）製作の映画『おしょりん』（児玉宜久監督）は同年10月20日から先行上映され、上映初日は出演俳優の北乃きいと森崎ウィン、小泉孝太郎が児玉監督と共に舞台挨拶を行った。北乃と児玉監督は翌2024年（令和6年）1月14日にも大ヒット御礼記念の凱旋舞台挨拶で鯖江アレックスシネマを再訪している。
| SCREEN No. | 座席数 | 音響           |
| ---------- | ------ | -------------- |
| 1          | 102    | Dolby 5.1ch    |
| 2          | 146    | Dolby 5.1ch    |
| 3          | 194    | Dolby 6.1ch EX |
| 4          | 194    | Dolby 6.1ch EX |
| 5          | 146    | Dolby 5,1ch    |
| 6          | 102    | Dolby 5,1ch    |
| 7          | 302    | Dolby 6.1ch EX |

## 交通アクセス
鉄道
- ハピラインふくい線 北鯖江駅
- 福井鉄道福武線 神明駅

バス
- 福鉄バス 鯖浦線
  - 「アル・プラザ鯖江」停留所下車

- 鯖江市コミュニティバス「つつじバス」 循環線
  - 「アル・プラザ鯖江」停留所下車    - （※黒津川沿い（福井鉄道福武線側）には「アル・プラザ鯖江前」停留所もある）